# Serie 1995 metro de Londres
| Serie 1995           | Serie 1995                                                |
| -------------------- | --------------------------------------------------------- |
| Unidades en servicio | 106                                                       |
| Fabricante           | Alstom                                                    |
| Composición          | Motor - Remolque - Motor - Motor - Remolque - Motor       |
| Longitud             | 107 m                                                     |
| Peso                 | 170 t                                                     |
| Ancho de vía         | 1435 mm                                                   |
| Velocidad máxima     | 100 km/h (limitada a 75 km/h debido a la infraestructura) |

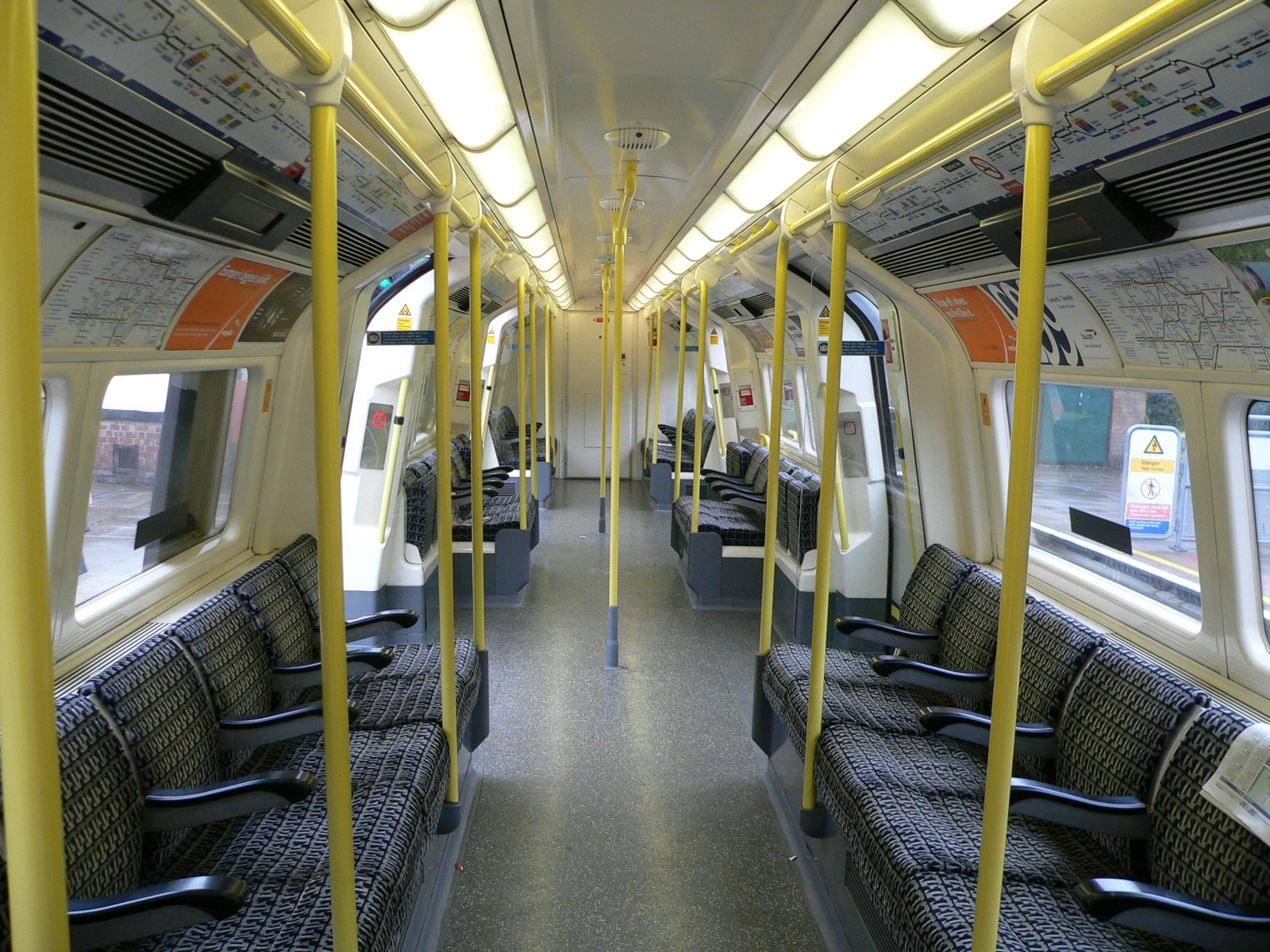
Interior de la Serie 1995.

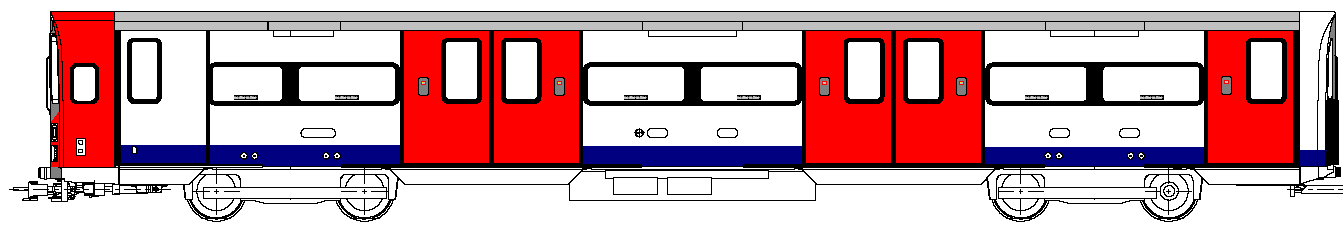
Diagrama de un coche con cabina de la Serie 1995.

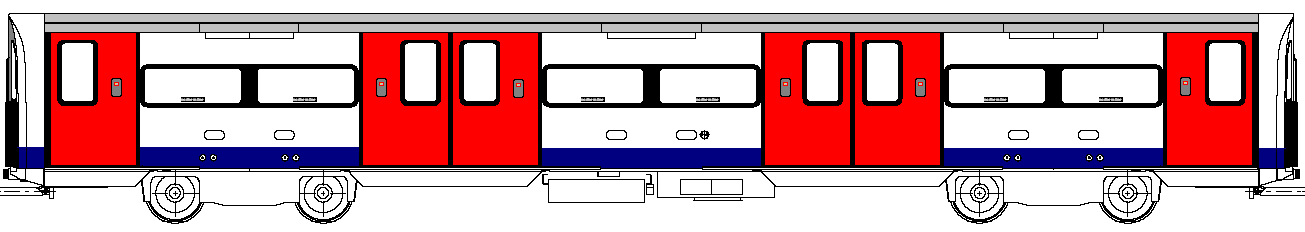
Diagrama de un coche sin cabina de la Serie 1995

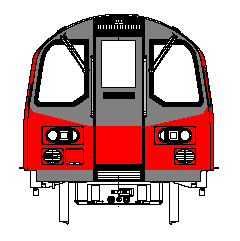
Diagrama de la parte frontal de un tren 1995

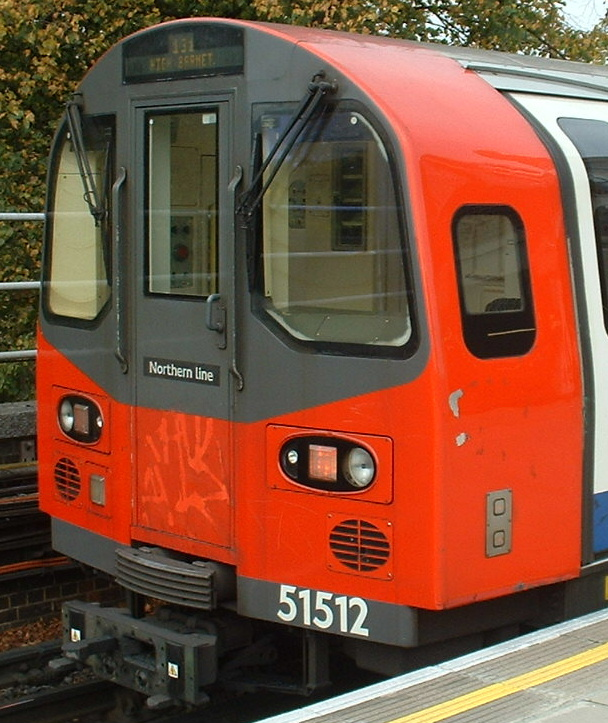
Primer plano de la cabina de un tren 1995

Los trenes de la serie 1995 del metro de Londres son usados diariamente en la línea Northern Line. En la actualidad hay 106 trenes de 6 coches en servicio. Entraron en funcionamiento entre el 12 de junio de 1998 y el 10 de abril de 2001.
La serie 1995 comparte muchas características con la serie 1996 del Metro de Londres, que dan servicio a la línea Jubilee Line, de hecho, las dos ambas series fueron construidas por Alstom en Birmingham. Los trenes de las Series 1995 y 1996 tienen diferentes diseños de asientos y diseños de cabina, y los trenes de la serie 1996 están diseñados como los trenes de siete coches.
Es la única serie que utiliza la apertura selectiva de puertas. Esto se puede ver en las estaciones de Moorgate y Charing Cross.
La serie 1995 es operada principalmente con hombre muerto en la mano derecha del conductor. Cuando el tren se detiene la parte superior del mango se aparta de la posición en la que el conductor la mantiene. Para salir el conductor gira la parte superior del mango y empuja la palanca roja hacia adelante.

## Control de tracción
Las series 1995 y 1996 tienen similares carrocerías y fueron construidos por Alstom. Sin embargo, usan diferentes sistemas de control de tracción de corriente alterna. El de la serie 1995 es más moderna que el de la serie 1996, reflejando el hecho de que este último diseño fue desechado en 1991.

## Detalles del tren
- Longitud por coche 17.77 m
- Anchura del coche 2.63 m
- Altura 2.875 m
- 200 plazas sentadas por tren de seis coches,más 20 asientos percas y 48 asientos abatibles. También hay 24 espacios para sillas de ruedas.
- Capacidad total por tren de seis coches: 914